# 도요타촌 (오카야마현 가쓰타군)
도요타촌(豊田村)은 오카야마현 가쓰타군에 있던 촌이다. 현재의 나기정에 해당한다.